# Złatitrap
Złatitrap (bułg. Златитрап) – wieś w południowej Bułgarii, w obwodzie Płowdiw, w gminie Rodopi. 3 km od Płowdiwu.